# Kálmán Konrád
Kálmán Konrád   (Bačka Palanka, 23 de maig de 1896 - Estocolm, 10 de maig de 1980) és un exfutbolista hongarès de la dècada de 1910.
Fou 12 cops internacional amb la selecció hongaresa. Pel que fa a clubs, defensà els colors de MTK Hungária FC. Destacà com a entrenador a Suècia, i a clubs com Bayern de Múnic, FC Zuric, i Slavia Praga.